# Lateef Crowder
Lateef Crowder dos Santos (Salvador, 23 de novembro de 1977) é um ator, dublê e capoeirista norte-americano nascido no Brasil.

## Biografia
Nascido em Salvador, no estado da Bahia,mudou-se para San Jose, na Califórnia, com apenas 4 anos de idade. Com grande experiência e treinamento na Capoeira, ensinada por seu pai e ginastas, se tornou um competidor internacional e virou integrante do Zero Gravity Stunt Team. Hoje ele é um membro inativo. Lateef, desde então, vem trabalhando em sua própria carreira de ator.

## Carreira
Santos é mais conhecido por sua aparição no filme Tom Yum Goong (conhecido na América do Norte como' 'The Protector' ') usando Capoeira em uma cena de luta com Tony Jaa. Devido a uma lesão no seu Tendão de Aquiles, a cena foi cortada, mas ele se recuperou e foi destaque no recurso de artes marciais,  Duel of Legends  lançado em 2007. Devido às suas habilidades de Capoeira e semelhança com o personagem, Lateef Crowder desempenhou o papel de Tekken . Ele também apresentou em Undisputed 3 estrelado por Scott Adkins e Mykel Jenkins,dirigido por Isaac Florentine e também participou do curta-metragem Mortal Kombat: Rebirth  dirigido por Kevin Tancharoen. Outro trabalho memorável de Lateef foi na Fight Science quando ele representou seu estilo em testes para mostrar a eficácia de seus chutes. 
Em 2019, ele apareceu na série original da Disney+ The Mandalorian como o dublê de Din Djarin / O Mandaloriano.

## Vida pessoal
Em 2009, Lateef ficou conhecido por namorar a modelo brasileira Andressa Vallotti, o casal teve 3 filhos e se separaram em 2013.

## Filmografia
| Performances |                             |
| 2010         | Undisputed 3                |
| 2010         | Tekken                      |
| 2009         | Avatar                      |
| 2008         | Dragonball Evolution        |
| 2008         | The Girl from the Naked Eye |
| 2008         | Beyond the Ring             |
| 2008         | Acts of Violence            |
| 2007         | The Dead Undead             |
| 2007         | Heroes (Fligh or Fligh)     |
| 2007         | Urban Justice               |
| 2005         | Tom yum goong               |
| 2019         | The Mandalorian             |

| Ano  | Título                             | Personagem                       |
| 2018 | 22 Milhas                          | Liam                             |
| 2017 | Boone: O Caçador de Recompensas    | Juan Cardoza                     |
| 2016 | Batman v Superman: Dawn of Justice | Renan                            |
| 2014 | Favela                             | Carlo Bororo                     |
| 2012 | Amanhecer: Parte 2                 | Santiago                         |
| 2011 | Amanhecer: Parte 1                 | Santiago                         |
| 2011 | Call of Duty: Modern Warfare 3     | Acrobacias, captura de movimento |
| 2010 | Mortal Kombat: Rebirth             | Alan Zané/Baraka                 |
| 2010 | O Imbatível III - Redenção         | Santiago Silva                   |
| 2010 | O Livro de Eli                     | Sequestrador                     |
| 2010 | Tekken                             | Eddy Gordo                       |
| 2010 | A Saga Crepúsculo: Eclipse         | Santiago                         |
| 2009 | Blood and Bone                     | Bead                             |
| 2009 | A Saga Crepúsculo: Lua Nova        | Santiago                         |
| 2009 | Never Surrender - Jogo Mortal      | Marco                            |
| 2009 | Fading of the Cries                | Sylathus                         |
| 2008 | Slums 13                           | Juiz                             |
| 2008 | Crepúsculo                         | Santiago                         |
| 2008 | Ong Bak 2                          | Lutador de Capoeira              |
| 2008 | Duel of Legends                    | Lutador na festa                 |
| 2008 | Ninja Cheerleaders                 | Musculoso                        |
| 2008 | Red Velvet                         | Maníaco                          |
| 2008 | Beyond the Ring                    | Lutador de Taekwondo             |
| 2007 | Heroes (Truth & Consequences)      | Membro #2 da gangue              |
| 2005 | Tom yum goong                      | Lutador de capoeira              |
| 2019 | The Mandalorian                    | Din Djarin (dublê)               |